# Ol'ha Basarab
Ol'ha Mychajlivna Basarab (in ucraino Ольга Михайлівна Басараб?; Podgrodzie, 1º settembre 1889 – Leopoli, 12 febbraio 1924) è stata un'attivista e politica ucraina, componente dell'Organizzazione militare ucraina (UVO) che ha condotto opere di beneficenza e umanitarie riconosciute dalla Croce Rossa Internazionale, oltre a lavori militari o di intelligence per conto dell'Ucraina. Dirigente della filiale dell'Unione delle donne ucraine a Leopoli, è stata arrestata dalla polizia polacca dopo essere stata accusata di lavorare con l'organizzazione militare ucraina e di spionaggio per la Germania (con la quale l'organizzazione militare ucraina aveva un rapporto di lavoro). Dopo la sua morte in prigione in circostanze non ancora chiarite, è stata vista come una martire e fonte di ispirazione all'interno della comunità ucraina.

## Biografia
Ol'ha Basarab nacque Ol'ha Levyc'ka nel 1889 in una famiglia della piccola nobiltà, vicino alla città di Rohatyn. Nel 1914 sposò Dmytry Basarab, che morì combattendo per l'Austria sul fronte italiano nel 1915. Durante la prima guerra mondiale, Basarab fece parte del primo plotone femminile dei fucilieri ucraini Sich, un'unità di volontari ucraini all'interno dell'esercito austriaco. Dopo la guerra, tra gli anni 1918-1923, lavorò come contabile dell'Ambasciata d'Ucraina a Vienna, posizione che le permise di visitare la Danimarca, la Germania, la Norvegia e altri stati, dove raccolse informazioni militari e politiche.
La sua attività di beneficenza a favore dei soldati e civili feriti, le portò il riconoscimento dalla Croce Rossa Internazionale. Attiva nell'organizzazione politica ucraina, fece parte dell'Unione delle donne ucraine a Vienna e dell'esecutivo supremo dell'Unione delle donne ucraine a Leopoli.
Nel 1923 iniziò a lavorare con l'Organizzazione militare ucraina (UVO), dove aveva come collegamento il colonnello Eugene Konovalets. Venne accusata dalle autorità polacche di lavorare con i servizi segreti (della Germania e dell'Ucraina bolscevica in Polonia) e di appartenere all'Organizzazione militare ucraina che era sospettata di organizzare omicidi contro polacchi e ucraini. Dopo il suo arresto, furono trovati materiali riguardanti la cooperazione con i servizi segreti tedeschi (a maggio 1923, l'UVO firmò un accordo con il servizio di intelligence tedesco di Weimar secondo il quale la parte ucraina avrebbe condotto attività di spionaggio contro la Polonia mentre la parte tedesca avrebbe fornito aiuti finanziari e attrezzature militari). Morì in prigione in circostanze poco chiare. Il governo polacco venne accusato di averla torturata a morte, sebbene questa accusa non sia mai stata definitivamente dimostrata. Martha Bohachevsky-Chomiak dell'Istituto canadese di studi ucraini affermò che il governo polacco inizialmente aveva presentato la sua morte come suicidio, ma che la successiva esumazione del suo corpo avesse dimostrato che Ol'ha Basarab fosse stata assassinata, sotto la loro custodia. La morte di Basarab ha provocato le proteste degli ucraini, sono state fatte richieste per un'inchiesta da parte dei membri ucraini del parlamento polacco e chiamate dai membri ebrei del parlamento polacco a indagare sulle condizioni dei prigionieri nelle carceri polacche. Il corpo di Ol'ha Basarab fu riesumato il 26 febbraio e l'esperta forense polacca dichiarò che era morta per impiccamento. Essa rifiutò di identificare pubblicamente i lividi sul suo corpo come i risultati di percosse, anche se uno dei suoi studenti dichiarò di averle detto durante l'autopsia che il corpo di Basarb aveva mostrato segni di essere stata picchiata. A Leopoli si sono diffuse voci secondo cui la polizia ha torturato le persone attraverso l'uso di scosse elettriche.